# Edmond Naïm
Pour les articles homonymes, voir Naim.
Edmond Naïm (1918 - 23 janvier 2006) est un juriste et un homme politique libanais.

## Biographie
Docteur en droit, il a occupé le poste de doyen de la faculté de droit de l’université libanaise puis président de l’université. En 1985, il est nommé gouverneur de la Banque du Liban.
À partir de 1994, il devient l’avocat de Samir Geagea, chef des Forces libanaises, jugé pour une série de meurtres et d’attentats, dont ceux de Rachid Karamé et Dany Chamoun.
Au début de sa carrière politique, il participe à la création du Parti socialiste progressiste aux côtés de Kamal Joumblatt avant de quitter le parti en 1978. Candidat malheureux aux élections législatives de 1957 et 1960, Edmond Naïm est élu député maronite de Baabda en 2005 sur la liste de l’Alliance du 14 Mars, comme représentant des Forces libanaises. Il présida en tant que doyen la première séance du nouveau Parlement élu après le retrait de l’armée syrienne.
À son décès, les perspectives d’une élection législative partielle agitèrent les milieux politiques, mais finalement, un candidat de consensus seul en lice, Pierre Daccache, fut élu d’office.